# Opera quasi reticolata
L'opera quasi reticolata è alquanto simile all'opera reticolata, cui assomiglia, ma le pietre non sono disposte perfettamente a reticolo rendendo quest'opera una via di mezzo, o di transizione, tra l'opera incerta e l'opera reticolata.
Era molto usata in epoca romana prima dell'avvento dell'opera reticolata per la realizzazione di mura di edifici pubblici e privati.